# سیستم دانکا

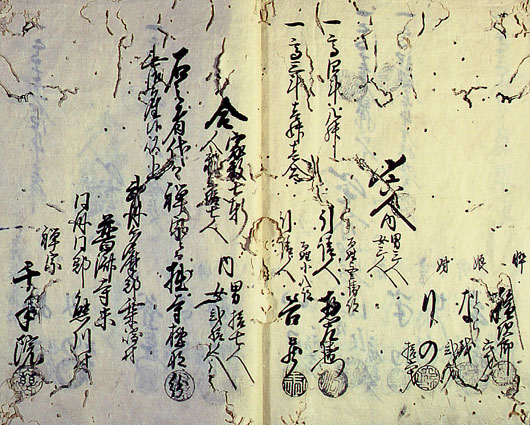
نمایی از یک‌نوع سند باستانی از «سیستم ثبت دانکا» در روستایی به نام کوماگاوا در نزدیکی فوسا، توکیو

سیستم دانکا (به انگلیسی: Danka system)، همچنین به عنوان سیستم ترائوکه (به ژاپنی: 寺請制度) شناخته می‌شود، سیستم وابستگی داوطلبانه و طولانی مدت بین معابد بودایی و خانوارهایی که از این معابد استفاده می‌کنند در ژاپن از دوره هی‌آن است. در سیستم دانکا، خانوارها (دانکا) در عوض تأمین نیازهای معنویشان از یک معبد بودایی حمایت مالی می‌کنند. اگرچه چنین سیستمی مدت‌ها قبل از دوره ادو (۱۶۰۳–۱۸۶۸) وجود داشت، اما این سیستم بیشتر به دلیل استفاده سرکوبگرانه ای که در آن زمان توسط شوگون‌سالاری توکوگاوا، که وابستگی به یک معبد بودایی را برای همه شهروندان اجباری کرد، اهمیت پیدا کرد.